# Scinax flavidus
Scinax manriquei là một loài ếch trong họ Nhái bén.
Nó được tìm thấy ở Colombia và Venezuela.
Môi trường sống tự nhiên của nó là các khu rừng vùng núi ẩm nhiệt đới hoặc cận nhiệt đới, vườn nông thôn, các khu rừng trước đây bị suy thoái nặng nề, ao, và kênh đào và mương rãnh.